# Selkirk—Red River
Pour les articles homonymes, voir Selkirk.
Selkirk—Red River (initialement connue sous le nom de Selkirk) fut une circonscription électorale fédérale du Manitoba, représentée de 1988 à 1997.
La circonscription de Selkirk a été créée en 1987 avec des parties de Selkirk—Interlake, Winnipeg-Nord et Winnipeg—Birds Hill. Renommée Selkirk—Red River en 1990, elle fut abolie en 1996 et redistribuée parmi Churchill, Provencher, Selkirk—Interlake et Winnipeg-Nord—St. Paul.

## Géographie
En 1990, la circonscription de Selkirk—Red River comprenait :
- La partie est de la ville de Winnipeg
- La banlieue est de Winnipeg

## Députés
1. 1988-1993 — David Bjornson, PC
2. 1993-1997 — Ron Fewchuk, PLC

- PC = Parti progressiste-conservateur
- PLC = Parti libéral du Canada